# 小美人魚 (2023年電影)
《小美人魚》（英語：The Little Mermaid）是一部於2023年上映的美國歌舞奇幻片，由华特迪士尼影片製作，羅伯·馬歇爾執導，大衛·馬吉編寫劇本；1989年同名動畫電影的真人改編版，該動畫電影本身大體上取材於安徒生的1837年的同名童話故事。講述年輕的美人魚為了探索人類世界而與深海女巫達成協議，用她的聲音換取一雙腿。馬歇爾、約翰·德盧卡、馬克·普拉特和林-曼努爾·米蘭達擔任監製，米蘭達也與作曲家亚伦·孟肯共同創作新版配樂和歌曲。
海莉·貝莉、喬納·霍爾-金、瑪莉莎·麥卡錫和哈維爾·巴登飾演真人角色，戴維德·迪格斯、雅各·特倫布雷與奧卡菲娜則擔任CG角色的配音員。電影2023年5月8日在杜比劇院進行全球首映，2023年5月26日在美國院線上映。
自選角階段以來，《小美人魚》便備受爭議，製片方安排身為非裔的海莉·貝莉飾演女主角愛麗兒，引起外界兩極分化的輿論評價，有觀點稱讚貝莉在電影預告中的歌唱表現，但也有觀點批評認為迪士尼片方選角是出於政治正確的考量。除此之外，亦有非裔人士、影評家及演藝界人士給予貝莉好評。

## 劇情
愛麗兒是海底王國亞特蘭提卡（Atlantica）的人魚國王川頓最小的女兒，對從未見識過的人類世界充滿好奇心。由於此前愛麗兒的母親遭人類殺害，導致川頓為此禁止所有人魚接觸人類的相關事物，愛麗兒背著父親和熱帶魚摯友「比目魚」、潛水鳥史考托蒐集人類的物件。
當亞特蘭提卡王國正值人魚王室家族舉辦家族聚會「珊瑚月」時，愛麗兒因為沒有跟著其他六名姊姊與川頓國王出席，被川頓國王訓斥了一番。後來愛麗兒看見海面上的燦爛煙火，出於好奇背著家族成員浮出海面近距離觀看，發現施放煙火的是加勒比海海島國王子埃里克王子的船。艾力對於出海探險抱持著熱情，向管家格林斯比表達希望探索未知世界、幫助所屬王國的人民的心願。這時候暴風雨來襲，船隻因為撞上海中岩石受損，迫使船上人員紛紛棄船搭上救生艇，艾力在混亂中落水遇溺昏迷，被愛麗兒救上海邊，愛麗兒用歌聲救回艾力的生命，並且在後者恢復意識之前發現附近的人類帶隊察看海邊動靜，急忙離開現場返回海裡。艾力康復後，因為被養母賽琳娜女王勒令禁止出海而鬱悶不已。愛麗兒的莽撞行動則被她的姊姊們加以指謫，無意間聽聞此事的川頓針對此事質問王國的宮廷作曲家螃蟹賽巴斯汀，獲知愛麗兒搭救人類的事情而震怒不已，轉而前往愛麗兒珍藏人類物件的石窟與她對質，過程中愛麗兒因為拒絕接受川頓提出不得離開海平面的要求，令川頓勃然大怒，憤而摧毀了愛麗兒長期蒐集的人類物品。
川頓憤然離去後，一對海鰻游向愛麗兒兼出示海底女巫烏蘇拉的圖像，烏蘇拉是川頓的妹妹兼愛麗兒的姨母，但在被亞特蘭提卡王國放逐後便隱居他處，她主動提出幫助愛麗兒。愛麗兒經由海鰻的帶領抵達烏蘇拉的巢穴，與烏蘇拉會面，烏蘇拉向愛麗兒說明道，她可以將愛麗兒變成人類三天，在此期間愛麗兒必須得到埃里克的「真愛之吻」，才能永久保持人類身份，反之則會變回人魚、成為烏蘇拉的收藏品，作為變身成人類的代價，愛麗兒必須捨棄魚尾、水下呼吸的能力和聲音，而且她的聲音則會被烏蘇拉保存在鸚鵡螺殼裡，最終愛麗兒在半推半就下與烏蘇拉締結契約，轉化成人類之身。
變成人類型態的愛麗兒被比目魚和賽巴斯汀帶上海面，獲得一名漁夫伸出援手抵達海邊，帶領她前往艾力所處島國和城堡安置。艾力自從經歷船難事件後，瘋狂地尋找在船難事件救了他性命的女人，當他聽見愛麗兒的來訪時，急忙趕去見她。愛麗兒雖然因為和艾力再度會面而大喜過望，但礙於失去聲音僅能沉默不語，艾力便立即轉過身去。稍晚的時候，愛麗兒在城堡裡四處探索和發現艾力先前在探索期間蒐集的物品，還跟著艾力一起研究他的收藏。
第二天，艾力帶著愛麗兒巡遊王國。在陸地上跟踪愛麗兒的賽巴斯汀，警覺到烏蘇拉對愛麗兒施加的魔咒中藏有蹊翹：這個魔咒讓愛麗兒忘記了她需要親吻艾力。賽巴斯汀見狀，轉而聯合比目魚和史考托，嘗試讓艾力和愛麗兒接吻。盡管三者的行動一度幾近成功，但卻被烏蘇拉的鰻魚阻撓而以失敗告終。
烏蘇拉因為精心策畫的手段被干擾而氣憤難平，於是她化身成年輕漂亮的女子凡妮莎，用愛麗兒聲音迷惑了艾力。在愛麗兒登陸的第三天早上，愛麗兒和她的朋友們發現艾力將在當天晚些時候宣布與凡妮莎訂婚。史考托察覺凡妮莎其實是烏蘇拉的偽裝身份，驚覺事態嚴重和急忙通知愛麗兒。愛麗兒趕到訂婚會場上，當面與烏蘇拉對峙，以打破烏蘇拉的脖子上配戴的鸚鵡螺殼，此舉讓愛麗兒取回了自己的聲音，連帶解除了施加在艾力身上的迷惑魔咒。但是當艾力和愛麗兒準備再次接吻前最後一刻，愛麗兒因為當時太陽已經下山而變回人魚，烏蘇拉見狀，立刻現出原形擄走愛麗兒潛回海裡。與此同時川頓為了營救愛女出面和烏蘇拉對質，但是烏蘇拉透露她與愛麗兒締結的契約牢不可破，這意味著愛麗兒仍會成為烏蘇拉的囊中物。川頓犧牲自己王位以保住愛麗兒，被烏蘇拉的海鰻化為灰燼。就在艾力前來幫忙時，烏蘇拉趁機奪取了特川頓的三叉戟；在混戰中，烏蘇拉不小心殺死了她的海鰻，憤而動用三叉戟的力量變成一個巨大的怪物，召喚了一場風暴來威脅愛麗兒和艾力。在這場風暴中，愛麗兒將自己拉上了一艘浮出水面的船，抓準時機轉動船舵操控船隻走向，用裂開的船首斜桅刺穿了烏蘇拉將其殺死。
烏蘇拉死後川頓得以復活，他和愛麗兒互相承認對方為他們所做的犧牲。艾力則設法返回家園，賽琳娜至此改變了此前想法，承認艾力和愛麗兒的愛是真實的。川頓最終承認，雖然愛麗兒已經如他所願地回歸亞特蘭提卡，但是愛麗兒沒有艾力相伴，她還是不開心。最終川頓採納賽巴斯汀建言，將愛麗兒永久地變成了一個人類，愛麗兒與埃里克重逢，兩者獲得雙方親人的祝福和來自兩個世界的人們的支持，他們決定一起旅行探索未知海域。

## 演員
- 海莉·貝莉飾演愛麗兒（英语：Ariel (The Little Mermaid)）：美人魚公主，川頓國王小女兒，對人類世界充滿著迷。[7]
- 喬納·霍爾-金飾演艾力（Eric）：人類王子，愛麗兒在救他免於溺水後愛上了他，自己也決心找到愛麗兒。[8]
- 瑪莉莎·麥卡錫飾演烏蘇拉：與愛麗兒交易的深海女巫，讓前者變成人類，但這是自己接管海洋秘密計劃的一環，本片設定為川頓之妹。[9]
- 哈維爾·巴登飾演川頓國王（King Triton）：愛麗兒過度保護的父親且對人類有偏見的海洋之王。[10][11]
- 裘德·阿庫迪克（英语：Jude Akuwudike）飾演格林斯比/吉姆（台譯）（Grimsby）：艾力王子忠實管家和知己，負責確保王子找到合適女孩結婚。[12]
- 諾瑪·杜馬薇（英语：Noma Dumezweni）飾演賽琳娜女王（Queen Selina）：艾力王子養母，本片新角色。[12]
- 洛雷娜·安德烈（英语：Lorena Andrea）飾演佩拉（Perla）：川頓女兒、愛麗兒姊妹之一。因電影而改名。
- 西蒙·艾希莉飾演英迪拉（Indira）：川頓女兒、愛麗兒姊妹之一。因電影而改名。[13]
- 凱莎·穆罕默爾（Kajsa Mohammar）飾演卡麗娜（Karina）：川頓女兒、愛麗兒姊妹之一。因電影而改名。
- 娜塔莉·索雷爾（Nathalie Sorrell）飾演凱絲比亞（Caspia）：川頓女兒、愛麗兒姊妹之一。因電影而改名。
- 卡羅琳娜·康切特（Karolina Conchet）飾演瑪拉（Mala）：川頓女兒、愛麗兒姊妹之一。因電影而改名。
- 席耶娜·金（Sienna King）飾演塔米卡（Tameka）：川頓女兒、愛麗兒姊妹之一。因電影而改名。

### 配音
- 戴維德·迪格斯飾演賽巴斯汀（Sebastian）：川頓國王手下忠誠螃蟹和宮廷作曲家，負責看好愛麗兒。[8]
- 雅各·特倫布雷飾演比目魚（Flounder）：焦慮而又高貴的熱帶魚，愛麗兒好友。
- 奧卡菲娜飾演史考托（Scuttle）：機智的潛水鳥，愛麗兒好友，她對愛麗兒發現的任何事物都提供了不准確的描述。品種由海鷗改為潛水鳥，以便在水下場景中展現角色，性別也由雄性改成雌性。[14][15]

此外，潔西卡·亞歷山大飾演凡妮莎（Vanessa），烏蘇拉的人類化身。艾蜜莉·柯茲（Emily Coates）飾演城堡的女僕，本片新角色。羅素·巴洛格（Russell Balogh）和亞德里安·克里斯多福（Adrian Christopher）飾演川頓的後衛。

## 製作

### 發展
2016年5月25日，Deadline Hollywood報導，迪士尼已投入開發《小美人鱼》的真人改編版。2016年8月16日，原片粉絲林-曼努爾·米蘭達和馬克·普拉特將共同擔任監製。
2017年12月6日，有報導稱，迪士尼公司聘請羅伯·馬歇爾擔任導演，珍·古德曼編寫劇本。2018年12月5日，馬歇爾透露，他與約翰·德盧卡和普拉特都會擔任監製，表示「約翰和（馬歇爾）已開始我們的工作，試圖摸索並把它弄明白」，他覺得「這是從動畫到真人的一部複雜電影。真人是個完全不同的世界，所以你必須非常小心它的成品，但我們重新展開摸索階段」。12月下旬，馬歇爾被正式聘為這部電影的導演。在2018年12月21日的一次採訪中，馬歇爾透露這部電影處於非常早期的開發階段，並表示片商正在嘗試摸索將原版電影的故事轉化為真人電影的方法。2019年7月3日，曾在馬歇爾的《愛·滿人間》擔任編劇的大衛·馬吉將與古德曼共同編寫劇本。2020年2月10日，米蘭達透露該片的試演已經開始。

### 選角
曾與迪士尼合作過的琳賽·蘿涵和克里斯·伊凡都曾表示有興趣主演這部改編電影。
2019年6月28日，宣布瑪莉莎·麥卡錫正在洽談在片中飾演烏蘇拉。下個月，雅各·特倫布雷（配音比目魚）、奧卡菲娜（配音史考托）、海莉·貝莉（飾演愛麗兒）和哈維爾·巴登（飾演川頓國王）加入演出陣容，同時哈利·史泰爾斯正在考慮出演艾力王子（Prince Eric）。史泰爾斯於2019年8月被透露婉拒邀約；同年11月，他在接受首都電臺採訪時透露「有些事情」他們還未解決，補充：「我認為這顯然會是一部很棒的電影，但他們拍攝了這麼長時間，我想明年巡演，也許吧。我還沒有宣布，但沒錯，它只是不太適合。」但由於COVID-19疫情影響，巡演取消。
10月，曾在米蘭達音樂劇《漢密爾頓》工作的迪格斯正式加入劇組，配音螃蟹賽巴斯汀（Sebastian）。2019年11月，英國演員喬納·霍爾-金簽約飾演艾力王子。在霍爾-金被選上前，卡麥隆·卡弗也是該角的競爭者；兩人都和貝莉一起進行過銀幕測試。
2020年2月18日，麥卡錫在《艾倫·狄珍妮秀》節目上證實，她將飾演烏蘇拉：「我扮演海女巫烏蘇拉。太有趣了，我們只是在排練。這絕對是個震撼彈。踏入羅伯·馬歇爾的世界，就像是場火熱的夢，我只去了倫敦一個星期，我想，『我一週不能去舞蹈營了。』一整天他都在想，『你想滑下這個40英尺高的蛤殼嗎？』 我想，『是的！我當然知道，你在做什麼，瘋了嗎？』真是太有創意了。」
2020年7月，凯茜·马斯格雷夫斯被考慮飾演凡妮莎（Vanessa，烏蘇拉的人類形態），但她拒絕了該角。2020年10月，女演員艾蜜莉·柯茲（Emily Coates）加入演出陣容但角色未公開。2020年12月，迪士尼正式公佈了七位主要演員，同時還推出了電影的官方標誌。
2021年1月5日，諾瑪·杜馬薇簽約參演，角色暫時未知。在2021年3月29日接受《美麗佳人》雜誌採訪時仍未透露角色，杜馬薇尼說：「我可以告訴你我正在做這件事。我可以告訴你我很興奮，能告訴你我前幾天和頭髮和化妝聊天，就像，耶！」2021年5月，據報導，杜馬薇將飾演女傭卡洛（Carlotta），而裘德·阿庫迪克飾演管家格林斯比（Grimsby）。

### 拍攝
主要拍攝原定於2020年3月下旬或4月初左右在英國倫敦展開，但因COVID-19疫情影響而延遲。倫敦松林製片廠的佈景照片在製作關閉幾週後洩露，包括王子船隻的航拍圖像以及似乎是他的城堡的室內圖像。2020年7月29日，根據社交媒體文章，雅各·特倫布雷展開台詞錄製工作。拍攝計劃於2020年8月10日重啟。但又再次延期至2020年11月或12月初，以配合瑪莉莎·麥卡錫在Hulu迷你劇《九位完美陌生人》的工作時程。
2020年11月，迪士尼新任CEO鮑伯·查佩克宣布，所有因COVID-19而推遲的電影拍攝都已恢復作業，有些片子已經完成了主要拍攝。12月，麥卡錫表示，自己希望在2021年1月開始拍攝本片。同月，戴維德·迪格斯討論了他在準備和錄製角色對話時必須做的大量工作。
主要拍攝於2021年1月31日在松林製片廠正式展開。麥卡錫的戲份於2021年4月開始拍攝。2021年4月6日，據報導，劇組夏季將在義大利撒丁岛展開額外的拍攝，為期約「三個月左右」。2021年6月，多名劇組成員感染了COVID-19，製作暫時停止。拍攝作業大約一周後恢復，並在2021年7月11日宣告殺青。

## 發行
《小美人魚》排定2023年5月26日在美國上映。2022年9月9日，羅伯·馬歇爾和海莉·貝莉現身2022年D23世博會，介紹獨家放映的片段〈你世界的一部分〉（Part of Your World），獲得在場觀賞者正面的反響，特別讚賞貝莉的歌喉演出。首支前導預告片於同一天向公眾發布。
2023年3月12日，首支预告片于第95届奥斯卡金像奖公开。

## 迴響

### 票房
在美國和加拿大地區，本片於2023年5月26日上映，同期上映影片分別是《坎達哈行動》、《義美超級爸》、《你伤害了我》，根據《綜藝》報導，該片預計在为期四天的阵亡将士纪念假日首映期间，於4,320家影院的票房收入約1.20–1.25亿美元。。電影首映日票房為3800萬美元，這其中包含1030萬美元的週四晚間預映場
在美國和加拿大地區之外的其他國家，首映周末票房結果不如預期，全球票房僅得6380萬美元，其中大市場中國票房僅得四百萬美元，前五大市場都只有數百萬美元的票房。韓國首日票房僅270萬美元。本片在2023年6月8日時的總票房為3.4億美元，但是製作成本為2.5億美元，營銷預算為1.4億美元。Collider網站分析，《小美人魚》至少需要5億美元才能算成功，本片確實實現了收支平衡。台灣地區票房約為49,221,068元（累計至2023年7月23日）。
《富比士》雜誌2024年9月份的一份報導指出，迪士尼申報給英國政府的資料顯示本片的實際製作成本可能是遠高於之前宣稱金額的3.551億美元。如果該資料屬實，本片至少承受了數百萬美金虧損。若進一步納入本片的營銷成本，則其虧損可能更加嚴重。
| 上一届： 《玩命關頭X》            | 2023年美國週末票房冠軍 第21週    | 下一届： 《蜘蛛人：穿越新宇宙》              |
| 上一届： 《超級瑪利歐兄弟電影版》 | 2023年日本週末票房冠軍 第23-25週 | 下一届： 《東京復仇者2 血腥萬聖節篇 -決戰-》 |

### 評價
電影在爛番茄網站上基於346篇影評，新鮮度67%，平均得分6.3／10；該網站共識：「迪士尼的真人版《小美人魚》隨著海莉·貝莉在片中大片異彩，足以列入該片商較令人愉悅的重構作品一員。」在Metacritic上，電影根據54位影評的打分而獲得59分（滿分100），代表「好壞兩極分化的評價」。觀眾對本片的反響則兩極分化，爛番茄參與評分的觀眾裡，共超過25000名觀眾在該網站給予的好評度為58%，平均分數3.2／5，其中有超過10000名認證觀眾在該站給予本片94%好評度，均分4.7／5。Metacritic參與評分的987名用戶給予本片的平均分數為2.3（滿分10分），代表「普遍負面評價」。CinemaScore的調查顯示受訪觀眾在 A+ 至 F 的評分區間給予本片的平均分數為「A」，PostTrak則顯示91%給予本片正面評價的受訪觀眾裡，有76%的觀眾表明會推薦本片。
在美國和加拿大地區之外的其他國家，各大網站上皆有相當多的觀眾負面評價。英國、巴西、墨西哥的IMDb網站因為對此電影出現了大量的負面評論，而迫使網站必須貼出特別告示。

### 爭議
愛麗兒由非裔美國人飾演引起外界爭議。導演馬歇爾說：「（貝莉）擁有精神、心靈、青春、純真和實質的罕見組合－再加上美妙的歌聲，所有内在品质都是扮演这个招牌角色所必需的」且電影是關於「（愛麗兒）找到了她的聲音……那立刻就感覺像是一部有趣、適時的作品，引起了（製作團隊）的共鳴」。貝莉說她想給角色帶來「新鮮感」，她表示：「驚訝的是，導演們很主動要求（我）展現出真實的自我……這是一次非常有趣的成長經歷。」共同主演戴維德·迪格斯說這版翻拍會給愛麗兒帶來比原版電影「更多力道」。負面評論則除將焦點放在貝莉擔綱角色種族與原經典動畫明顯不同之外，亦對其姿色、魅力和演技頗有批評。 支持者則認為這些評論純屬種族歧視和外貌霸凌。
電影中關於選角爭議部分，尚有錄用曾在成人網站拍攝色情內容的義大利裔男模史戴芬諾·托馬迪尼（Stefano Tomadini）擔任演出人員之一，而托馬迪尼在事情被揭發之後，也已將社群帳號改成私人。另有相當的負面影評認為迪士尼在此經典家庭片中硬放了太多的政治正確的覺醒價值，導致全片“令人反胃、難以觀看”。
電影新版海報在2023年3月釋出後，曾著作《海洋博物誌》的生物博士兼作家李承錄發表文章，標出紅陸蟹、龍王鯛、骨舌魚、食土魚等14種非大西洋海域棲息的生物，批評海報設計登場的生物與生存環境不符。李承錄稱道，片中環境是大西洋，卻充斥著「外來種」，不只出現淡水魚，小美人魚身旁的「賽巴斯丁」是不適合在海洋生存的陸蟹，連亞馬遜地區的巨骨舌魚、吞食河底沙土再過濾出裡面的小蟲或小蝦食用的食土魚、北海的憨鰹烏，印度太平洋的立鰭鯛、黃三角倒吊、龍王鯛，紅海的紅海月眉蝶，印度洋的印度天狗與皇帝神仙，以及太平洋的斜紋砲彈、獅子魚以及小點九刺鮨等也現身其中。
除了選角爭議、涉及政治正確的覺醒價值內容、描繪海洋生態與實際大西洋環境的悖離以外，還有些評論詬病電影的角色設定，尤其是種族待遇和實際歷史不符，英國活動家和皇家戲劇藝術學院主席馬庫斯·萊德（Marcus Ryder）在個人部落格評論道，「在這個世界裡，主角的種族觀念似乎被顛覆，有意識地被忽視，同時黑人美人得到慶祝，需要鼓掌」、「雖然在許多文章中都評論了將小美人魚選為黑人女性的重要性，但其他角色的選角也值得一提……同時，小美人魚的父親是白人，而她的美人魚姐妹則是白人、各種不同的種族和民族。正如我們所知，作為一種社會建構的種族顯然不存在於水下。」他亦撰文評析，這部電影似乎發生在18世紀的加勒比海地區，當時非洲實行動產奴隸制——但影片中描繪的島民似乎生活在一個沒有這種非人道的世界中，「在這種情況下，我認為我們假裝奴隸制不存在對我們的孩子沒有任何好處，對我來說，迪士尼偏愛嘗試並希望不便的真相消失，這更多地說明了成人的創意，而不是兒童的作品能力。但是，完全抹去和重寫非洲僑民歷史上最痛苦和最重要的部分之一，是危險的邊緣，尤其是當它被兒童毫無疑問地消費時。我們應該為我們的孩子們提供最精彩的奇幻故事，以幫助他們發展想像力，我們不會通過「粉飾」我們歷史上艱困的部分來做到這一點。我們通過擁抱我們豐富的歷史並用真相賦予他們權力來做到這一點。可悲的現實是，這部偉大的電影讓我擔心迪士尼沒有認真對待這個非常敏感的時間和地點，由於那裡發生的暴行，應該非常小心地對待——特別是對於易受影響的孩子，鄭重聲明，我喜歡這部電影。有很多積極的因素——其中之一是黑人美人的塑造和正常化——但這並不意味著我不認為沒有可以更好地解決的缺陷。」總結道他承認這部電影是一部奇幻電影，不一定需要符合歷史，但他表示迪士尼不應該「鼓勵歷史失憶症」。
因為評論《小美人魚》而引發爭議的案例兼而有之，該片舉辦全球首映後，曾出演迪士尼真人版《阿拉丁》同名主角的加拿大演員梅納·馬蘇德在個人推特發文評稱「我們的電影是獨一無二的，觀眾們願意反覆觀看才是開幕就達到十億美元的唯一途徑，我猜測《小美人魚》不會突破10億票房，但仍然會拍攝續集。」更表示黑人在好萊塢少數族群中地位很高，相關言論引起爭議。许多推特用户批評梅納·馬蘇德「種族主義」、「《阿拉丁》畢竟沒有續集，但是《小美人魚》被認為是尚未發行的最好的迪士尼真人電影」、「對一部未上映的電影持悲觀態度，令人失望」，部分網友認為馬蘇德是出於眼紅，由於他在演出阿拉丁之後演藝事業並未因此走紅。最終馬蘇德將相關推特發文刪除。
英國女歌手帕洛瑪·菲芙則在偕同孩子觀影後在社群網站發文批評本片「才剛和我的孩子們看了新的『小美人魚』，雖然我覺得海莉·貝莉有非常好的演出，這是個很棒的選角，但身為女孩子們的母親，我不希望我的小孩認為只要為了得到一個男人的愛情，放棄自己所有的聲音和力量是OK的。這個X片在演什麼鬼？絕對不是我想要教育新一代女性的原則。」，引起部分網民議論，質疑帕洛瑪入場前並未事先理解、甚至從未看過同名動畫版的故事大綱，也有部分參與評論的網民覺得片中的美人魚愛麗兒不是為了一個男人放棄聲音，而是希望得到變成人類的機會。有觀眾認為這是片中代表愛麗兒心聲的「Part of Your World」想傳達的意義。事後帕洛瑪已將原本的發文刪除。

## 後續

### 續集可能
2021年9月7日，迪士尼宣布正在討論推出續集的可能。

### 衍生作
2023年6月13日，迪士尼少儿频道宣布將在2024年推出以真人版為範本製作的全新《小美人魚》動畫《迪士尼小小愛麗兒》（Disney Junior's Ariel），觀眾客群落在學齡前兒童。

## 外部連結
- 互联网电影数据库（IMDb）上《小美人魚》的资料（英文）
- AllMovie上《小美人魚》的资料（英文）
- 爛番茄上《小美人魚》的資料（英文）
- Box Office Mojo上《小美人魚》的資料（英文）
- Metacritic上《小美人魚》的資料（英文）
- 開眼電影網上《小美人魚》的資料（繁體中文）
- 豆瓣电影上《小美人魚》的資料 （简体中文）